# Štvanci (seriál)
Štvanci (v anglickém originále Runaway) jsou americký dramatický televizní seriál, jehož autorem je Chad Hodge. Premiérově byl vysílán v roce 2006 na stanici The CW. Natočeno bylo devět z třinácti objednaných dílů, z vysílání byl ovšem kvůli nízké sledovanosti stažen již po třech epizodách.

## Příběh
Rodina Raderových vypadá jako obyčejná americká rodina střední třídy, která se zrovna přistěhovala do Bridgewateru v Iowě. Otec Paul je však ve skutečnosti na útěku před zákonem, neboť byl odsouzen za vraždu, kterou nespáchal. Kromě toho rodinu pronásleduje skutečný zabiják. Raderovi se proto snaží nalézt důkazy, které otce očistí.

## Obsazení
- Donnie Wahlberg jako Paul Rader
- Leslie Hope jako Lily Raderová
- Dustin Milligan jako Henry Rader
- Sarah Ramos jako Hannah Raderová
- Nathan Gamble jako Tommy Rader
- Susan Floyd jako Gina Bennettová
- Karen Leblanc jako Angela Huntleyová

## Seznam dílů
| Č. v seriálu | Původní název                | Český název              | Režie          | Scénář             | Premiéra v USA  | Premiéra v ČR     |
| ------------ | ---------------------------- | ------------------------ | -------------- | ------------------ | --------------- | ----------------- |
| 1            | Pilot                        | —                        | Peter Markle   | Chad Hodge         | 25. září 2006   | 29. června 2009   |
| 2            | Identity Crisis              | Problémy s identitou     | Peter Markle   | Chad Hodge         | 2. října 2006   | 6. července 2009  |
| 3            | Mr. Rader Goes to Washington | Tajná schránka           | David Carson   | Ed Zuckerman       | 15. října 2006  | 13. července 2009 |
| 4            | Homecoming                   | Esej                     | Michael Fields | Dana Baratta       | nebylo vysíláno | 20. července 2009 |
| 5            | Father Figure                | Otcův návrat             | Rob Iscove     | John Pogue         | nebylo vysíláno | 27. července 2009 |
| 6            | Liar, Liar                   | Samé lži                 | T. J. Scott    | Luke Schelhaas     | nebylo vysíláno | 3. srpna 2009     |
| 7            | Turn, Turn, Turn             | Velký obrat              | Joe Napolitano | Chad Hodge         | nebylo vysíláno | 10. srpna 2009    |
| 8            | There's No Place Like Home   | Všude dobře, doma nejlíp | Paul Shapiro   | Meredith Philpott  | nebylo vysíláno | 17. srpna 2009    |
| 9            | End Game                     | Konec hry                | John Kretchmer | Hannah Shakespeare | nebylo vysíláno | 24. srpna 2009    |